# Aspila distincta
Aspila distincta là một loài bướm đêm trong họ Noctuidae.